# Horacio Hernandez
Horacio "El Negro" Hernandez (24 april 1963 i Havana Cuba) er en cubansk trommeslager og percussionist , af cubansk og italiensk herkomst.
Hernandez har spillet med bl.a. Michel Camilo , Gonzalo Rubalcaba og Carlos Santana.
Han er af den nye cubanske generation af musikere der ligesom Ignacio Berroa og Arturo Sandoval , tog til USA , og startede et nyt liv og musikerskab , væk fra Cubas strenge regime.
Han kom til USA i 1990 , og har indspillet og spiller i dag med sit eget orkester , Italuba

## Diskografi
- Italuba
- Italuba 2